# Bellahøj Sogn
Bellahøj Sogn var et sogn i Bispebjerg-Brønshøj Provsti (Københavns Stift). Sognet lå i Bellahøj i Københavns Kommune (Region Hovedstaden). Indtil Kommunalreformen i 2007 lå det i Københavns Kommune (Københavns Amt), og indtil Kommunalreformen i 1970 lå det i Sokkelund Herred (Københavns Amt). I Bellahøj Sogn lå Bellahøj Kirke.